# Forças Armadas do Haiti
As Forças Armadas do Haiti (em francês:  Forces Armées d'Haïti—FAd'H), consistiam no Exército Haitiano, Marinha Haitiana (às vezes), Força Aérea Haitiana, Guarda Costeira Haitiana, Agence Nationale d'Intelligence (ANI) e algumas forças policiais (Polícia de Porto Príncipe). O Exército sempre foi a força dominante, com as outras servindo principalmente em funções de apoio. O nome dos militares do Haiti foi mudado de Exército Indígena (Armée Indigène) para Garde d'Haiti após a invasão e ocupação do Haiti pelos EUA em 1915. Depois para Forces Armées d'Haïti - FAd'H em 1958 durante o governo de Francisco Duvalier. Após anos de interferência militar na política, incluindo dezenas de golpes militares e tentativas de golpe, o Haiti dissolveu suas forças armadas em 1995.
Em 17 de novembro de 2017, as forças armadas foram remobilizadas pelo Presidente Jovenel Moise. O Presidente suspendeu as anteriores ordens executivas do então Presidente Jean-Bertrand Aristide, que suspendeu e dissolveu as forças armadas em 6 de Dezembro de 1995.

## Forças atuais

### Exército haitiano
As funções do exército haitiano são as seguintes:
- Manter as fronteiras nacionais;
- Estabelecer doutrinas para as diversas operações que deverá realizar;
- Participe de programas de mobilização militar;
- E alcançar ativamente a prontidão para desenvolver tecnologias e avanços científicos para o avanço da defesa nacional.

### Polícia Nacional haitiana

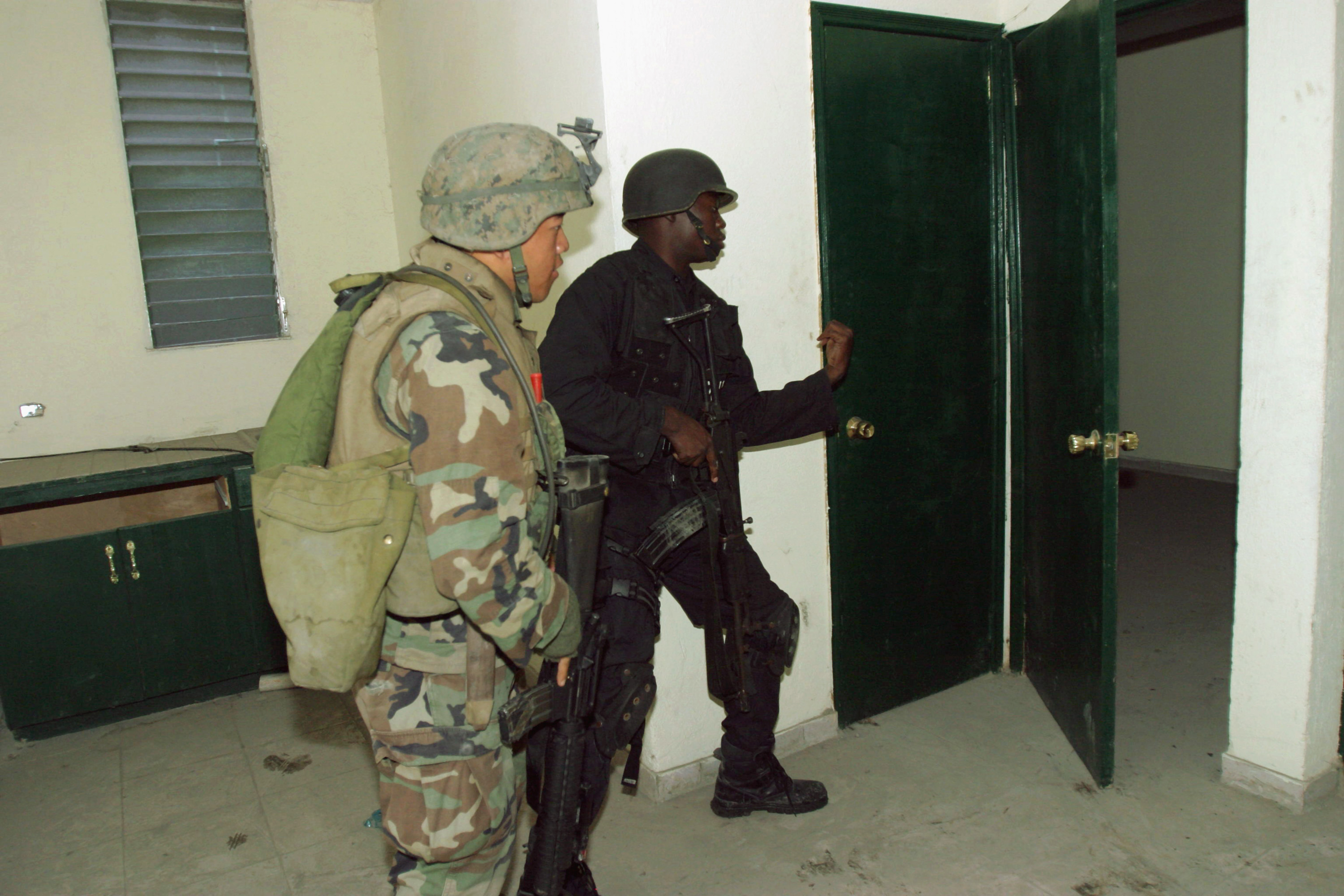
Um oficial da SWAT haitiana com um fuzileiro naval dos EUA

A Polícia Nacional do Haiti tem a tarefa de fornecer aplicação da lei e segurança ao Haiti. A força conta atualmente com mais de 8.500 policiais e espera-se que chegue a 14.000. A força é composta pelos Serviços Gerais e Administrativos, pela Polícia Administrativa, pela Polícia Judiciária, pela equipe SWAT e pela Unidade de Proteção Presidencial. A Polícia também possui diversas unidades paramilitares de defesa.
A polícia haitiana usa as seguintes armas:
- IMI Galil;
- IWI Tavor X95;
- IWI ACE;
- IWI Negev;
- Rifle de assalto Vektor R4;
- Rifle M16;
- Carabina M4;
- FN SCAR;
- Browning M2;
- Benelli M4;
- Heckler & Koch MP5.

### Guarda Costeira haitiana
A Guarda Costeira haitiana é responsável pelas operações de aplicação da lei, segurança e busca e salvamento. Mantém bases em Porto Príncipe, Cabo Haitiano e Jacmel. É liderado pelo Comandante da Guarda Costeira, um Comandante Adjunto, um Gerente de Operações e um Chefe de Administração. A força conta atualmente com 19 embarcações. Oficialmente, faz parte da Polícia Nacional do Haiti.

### Estatísticas militares
- Mão de obra disponível para o serviço militar: 2.047.083 homens de 16 a 49 anos, 2.047.953 mulheres de 16 a 49 anos (estimativa de 2008);
- Mão de obra adequada para o serviço militar: 1.303.743 homens de 16 a 49 anos, 1.332.316 mulheres de 16 a 49 anos (estimativa de 2008);
- Mão de obra atingindo idade militarmente significativa anualmente: 105.655 homens, 104.376 mulheres (estimativa de 2008)
- Despesas militares: 0,4% do PIB em 2006.